# Richard Stanley (Regisseur)

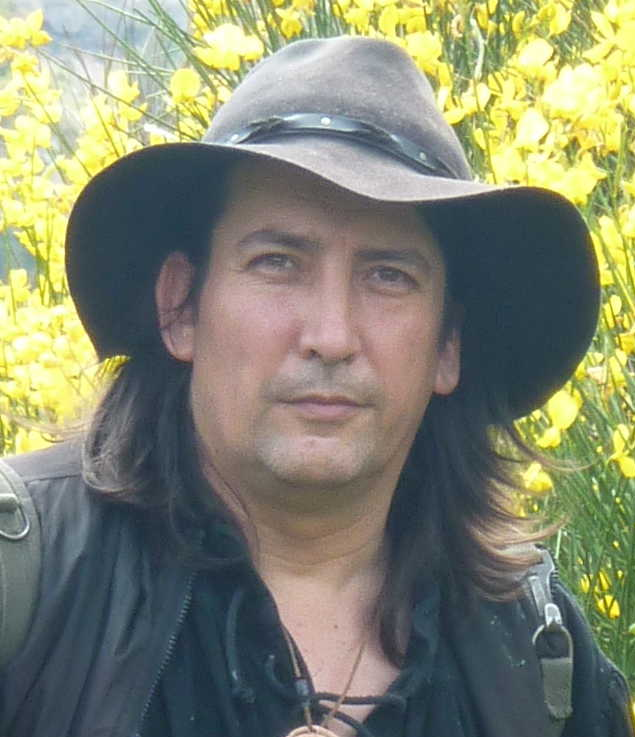
Richard Stanley (2010)

Richard Stanley (* 22. November 1966 in Fishhook, Südafrika) ist ein südafrikanischer Regisseur und Drehbuchautor. Er ist ein Urenkel des Afrikaforschers Sir Henry Morton Stanley.

## Leben
Richard Stanley engagierte sich gegen die Apartheid, ging nach London und drehte dort Musikvideos. 1983 gab Stanley sein Regiedebüt mit dem Kurzfilm Rites of Passage. Zwei Jahre später folgte der Film Incidents in an Expanding Universe. Er führte danach Regie bei Filmen wie M.A.R.K. 13 – Hardware (1990) und Dust Devil (1992) und arbeitete unter anderem an mehreren Musikvideos für die Band Fields of the Nephilim, sowie an einem fünfzigminütigen DVD-Video für die britische Rockgruppe Marillion für deren Album Brave.
Stanley war der ursprüngliche Regisseur des Filmes DNA – Die Insel des Dr. Moreau (1996), eine Neuverfilmung der Insel des Doktor Moreau von H. G. Wells – mit Marlon Brando. Er wurde jedoch durch John Frankenheimer ersetzt. In den folgenden rund zwei Jahrzehnten drehte er keine Spielfilme mehr. Er hielt sich danach im Dschungel auf und verschwand dann für einige Jahre auf den Montségur in den französischen Pyrenäen.
Er hat zwei Dokumentarfilme gedreht; The Secret Glory (2001), bei dem es um die Suche nach dem heiligen Gral durch die SS unter dem Obersturmführer Otto Rahn geht, sowie The White Darkness (2002), welcher Voodoo-Bräuche in Haiti untersucht. Beide Dokumentationen befinden sich als Bonus auch auf der Dust Devil-DVD-Box, erschienen bei Subversive Cinema im September 2006.
Auch produzierte er Low-Budget-Kurzfilme wie den Science-Fiction-Film The Sea of Perdition, der im Oktober 2006 seine Premiere bei dem Sitges Festival Internacional de Cinema de Catalunya feierte. Andere Kurzfilme waren u. a. Children of the Kingdom, ein Segment des Episodenfilms Europe - 99euro-films 2 (2003), bei dem jede Episode mit einem Budget von lediglich 99,- Euro gedreht wurde (der Film wurde beim Oldenburg Film Festival gezeigt, Stanleys Episode ist online auf seiner offiziellen Myspace-Seite zu sehen), und der Werwolffilm Black Tulips (2006).
2007 schrieb Richard Stanley ein neues Drehbuch (es gab zu der Zeit bereits ein 15 Jahre altes, dessen Inhalt verworfen wurde) für einen Nachfolger zu M.A.R.K. 13 – Hardware, mit dem Namen Hardware II: Ground Zero. Ob der Film überhaupt gedreht wird, ist nicht bekannt. Zudem ist unklar, wer die Rechte besitzt.
Im Januar 2012 wurde Stanley für den Horror-Anthologie-Film The Profane Exhibit angeworben und sollte in dem Segment Coltan Regie führen. Im fertigen Film ist allerdings keine Episode von ihm mit diesem Titel enthalten. 2011 schrieb er das Drehbuch und führte Regie beim Segment „The Mother Of Toads“ (nach einer Erzählung von Clark Ashton Smith) des Horror-Anthologie-Filmes The Theatre Bizarre. 2017 verfasste er gemeinsam mit Scarlett Amaris das Drehbuch zu dem deutsch-kanadischen Horrorfilm Replace.
2019 inszenierte er den Horrorfilm Die Farbe aus dem All mit Nicolas Cage, Joely Richardson und Tommy Chong. Er war auch am Drehbuch, das auf einer Geschichte von H. P. Lovecraft basiert, beteiligt. Dies ist sein erster inszenierter Spielfilm seit Mitte der 1990er Jahre.
Im März 2021 machte seine frühere Lebenspartnerin, die an Die Farbe aus dem All beteiligte Drehbuchautorin Scarlett Amaris, in einem Blog öffentlich, dass sie 2014 Richard Stanley wegen häuslicher Gewalt (im Blogtext: „Domestic Violence, Assault & Battery“) angezeigt habe, und berichtete von ähnlichen Übergriffen Stanleys gegenüber anderen Frauen. Die für Die Farbe aus dem All verantwortliche Produktionsfirma SpectreVision kündigte daraufhin bei dem Kurznachrichtendienst Twitter an, nicht weiter mit Stanley zusammenzuarbeiten. Im Oktober 2021 erstattete Stanleys Rechtsanwalt Anzeige wegen Verleumdung und Belästigung gegen Amaris. Im Juni 2022 gab Richards Presseteam bekannt, dass er vom Tribunal Judiciary of Carcassonne freigesprochen wurde.

## Filmografie

### Regie
- 1990: M.A.R.K. 13 – Hardware
- 1992: Dust Devil
- 1994: Brave
- 2019: Die Farbe aus dem All

### Drehbuch
- 1990: M.A.R.K. 13 – Hardware
- 1992: Dust Devil
- 1994: Brave
- 1996: DNA – Die Insel des Dr. Moreau
- 2002: Bokshu – The Myth
- 2006: The Abandoned – Die Verlassenen
- 2009: Imago Mortis
- 2017: Replace
- 2019: Die Farbe aus dem All